# Maackia taiwanensis
Maackia taiwanensis é uma espécie vegetal da família Fabaceae.
Apenas pode ser encontrada na Taiwan.